# Theridion pilatum
Theridion pilatum là một loài nhện trong họ Theridiidae.
Loài này thuộc chi Theridion. Theridion pilatum được Arthur T. Urquhart. miêu tả năm 1893.